# M20無後座力炮

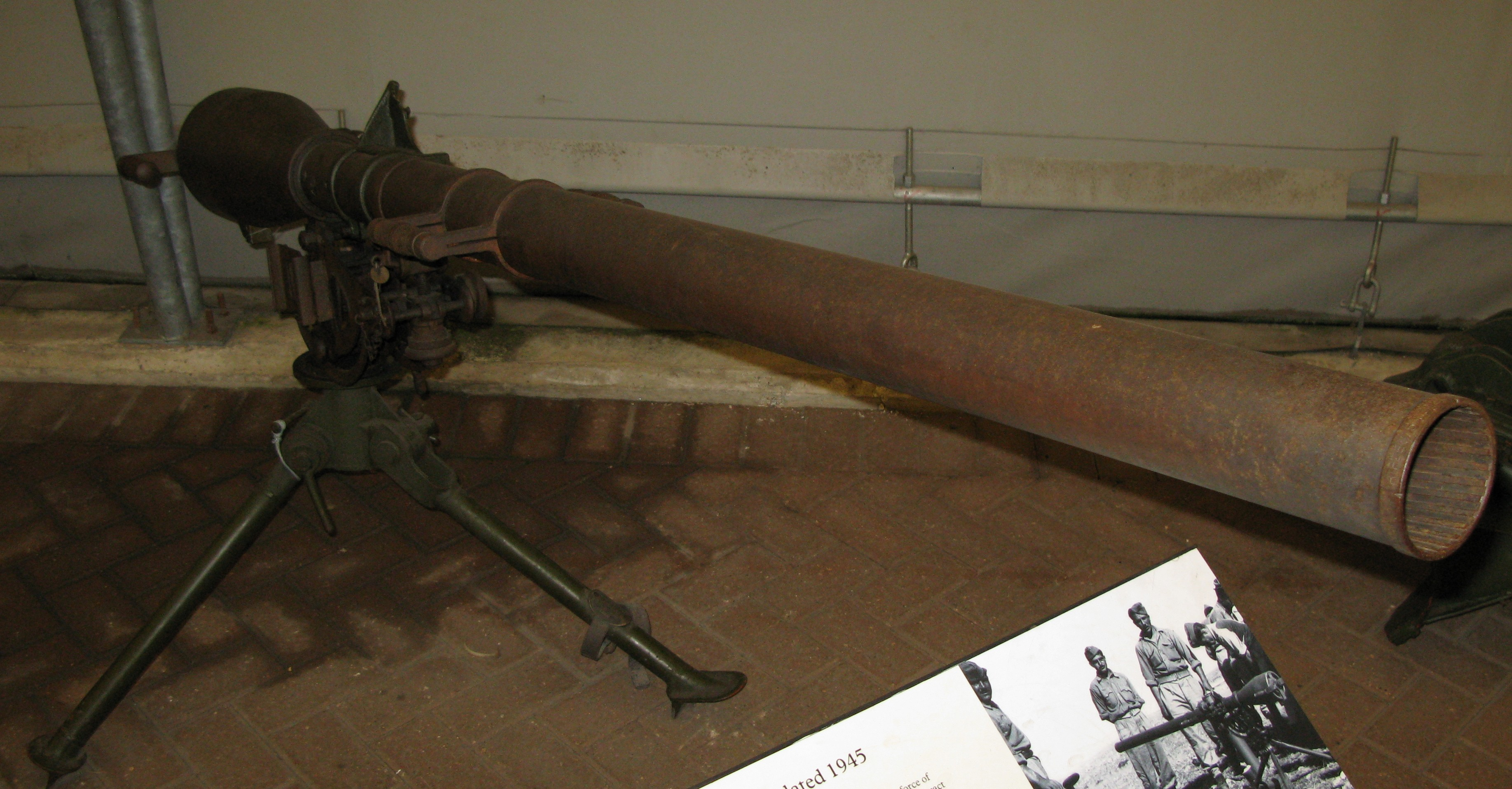
位于漢普郡尼尔森港的皇家兵械庫展示的一门M20

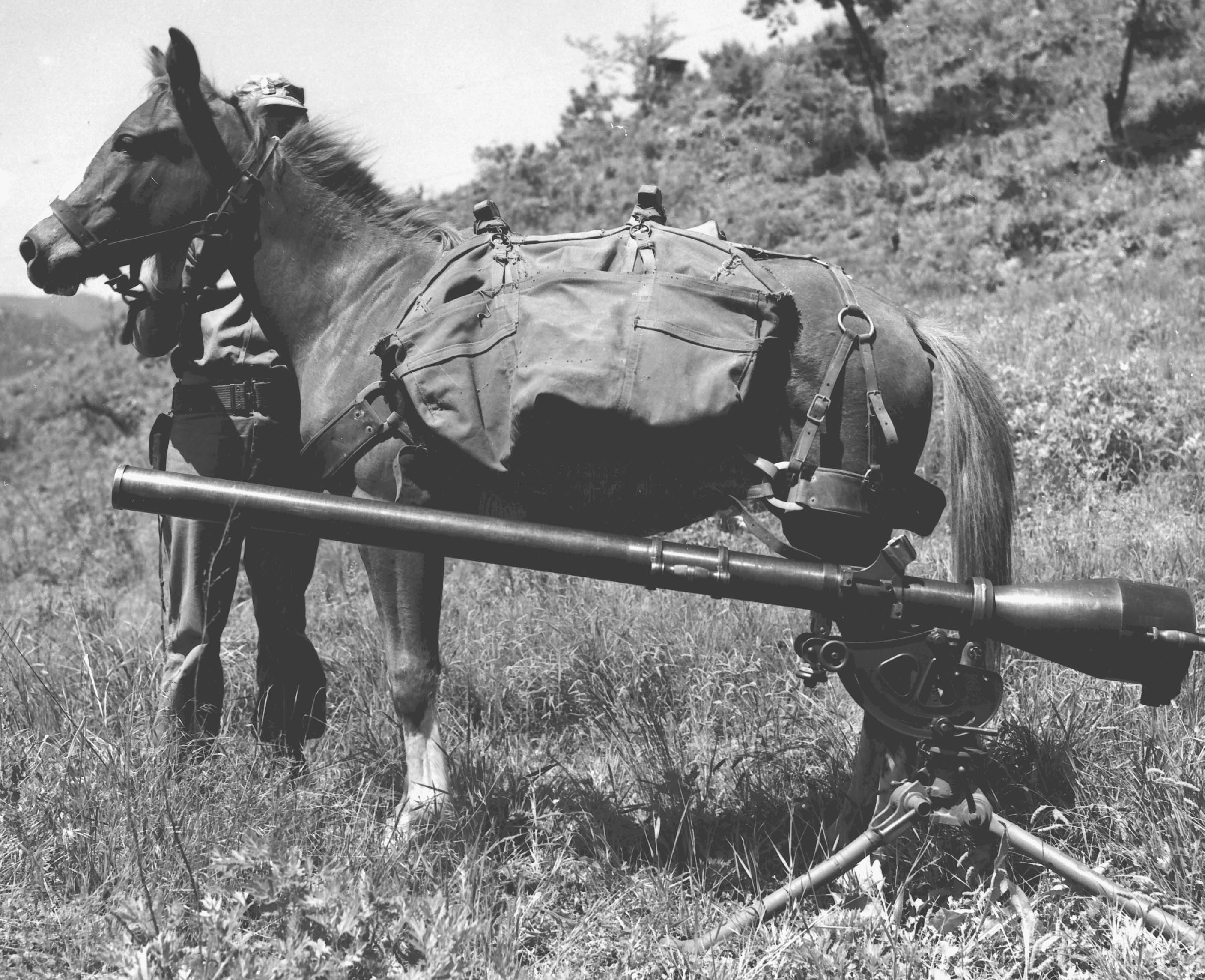
美国海军陆战队荣誉军马Sergeant Reckless在朝鲜战争驮载的M20

M20无后坐力炮是美军在第二次世界大战以及朝鲜战争中使用的75毫米口径步兵营级武器。二战末期型号称作T21E12。在朝鲜战争时称作M20。从M1917型勃朗宁水冷机枪的三脚架上瞄准、射击。也可在.30口径重机枪三脚架或吉普车载发射。使用旋转破甲弹30°倾斜装甲的破甲深度为90—100mm。虽然在朝鲜战争中不能击穿T-34坦克，但用于步兵近距离火力支持，特别是摧毁敌方碉堡掩体。.

## 历史
1944年，军火部（Ordnance Department）小型武器部门（Small Arms Division）开始研发，1945年3月小批量投产。采用断隔螺栓式炮闩，具有击发和退壳功能。开闩动作向下。炮闩边缘部分设有4个对称排气孔，排气孔轴线方向与膛线旋转方向相同，火药燃气从排气孔喷出时所产生的扭矩正好抵消炮弹在膛线上旋转所产生的扭矩，故发射时不但可以抵消后坐力，还可阻止炮身旋转。  
中華人民共和國仿制为52式75毫米无后坐力炮。改进为56式75毫米无后坐力炮。在1969年珍宝岛战斗中具有关键作用。主要改进是将后膛开锁杠杆移至右侧，使操作更方便。减轻重量的56-1式75毫米无后坐力炮，将炮身的重量从45kg降低至34kg，将轮式炮架的重量从43.6kg降低至32.4kg；炮管和药室分为两截，可以快速拆卸以便携带。1968年投产的56-2式75毫米无后坐力炮将轮式炮架改为轻便得多的三脚架（16kg），身管厚度被减薄，但为便于肩射增设机械瞄具和握把式击发机构，炮身的重量依旧为34kg。部分62型护卫艇在前甲板上配备了双联装56式无后坐力炮，参加了1965年崇武以东海战。1962年曾援助安哥拉反殖民的民族解放运动游击队，在战场上被葡萄牙殖民军队缴获。

## 使用國
- 美国
- 巴西
- 中华人民共和国
- 坦桑尼亚
- 越南共和国
- 越南民主共和国